# Euryestola castanea
Euryestola castanea là một loài bọ cánh cứng trong họ Cerambycidae.